# تايلور هولمز
تايلور هولمز (بالإنجليزية: Taylor Holmes)‏ مواليد 16 مايو 1878 في نيوآرك، نيوجيرسي، الولايات المتحدة - الوفاة 30 سبتمبر 1959 في هوليوود، كاليفورنيا، الولايات المتحدة، هو ممثل أمريكي بدأ مسيرته الفنية سنة 1899. امتدت مسيرته الفنية لأكثر من 60 عاما.

## الأعمال
- هازارد
- جان دارك
- والد العروس
- الأميرة النائمة

## روابط خارجية
- تايلور هولمز على موقع IMDb (الإنجليزية)
- تايلور هولمز على موقع ألو سيني (الفرنسية)
- تايلور هولمز على موقع أول موفي (الإنجليزية)
- تايلور هولمز على موقع قاعدة بيانات برودواي على الإنترنت (الإنجليزية)
- تايلور هولمز على موقع قاعدة بيانات الأفلام السويدية (السويدية)
- تايلور هولمز على موقع إن إن دي بي (الإنجليزية)
- تايلور هولمز على موقع قاعدة بيانات الفيلم (الإنجليزية)
- تايلور هولمز على موقع كينوبويسك (الروسية)